# Kubomeduze
Kubomeduze (lat. Carybdeida; naziv Cubomedusae nije validan), red veoma otrovnih morskih životinja u razredu cubozoa, koljeno cnidaria ili žarnjaka. Sastoji se od porodica a. Alatinidae s rodovima Alatina i Manokia; b. Carybdeidae s rodovima Carybdea i Tripedalia; i c. Tamoyidae s rodovima Carukia, Gerongia, Malo i Tamoya.
Kubomeduze žive u Indijskom oceanu, a fosilni ostaci kubomeduza (Anthracomedusa) poznati su još iz američkog geološkog razdoblja karbona.
Drugi red u razredu cubozoa čine Chirodropida čiji je pripadnik i strahovito otrovna morska osa ili Chironex fleckeri koja živi uz sjevernu obalu Australije, a u engleskom jeziku poznata je kao sea wasp a ponekad se pogrešno naziva i imenom kubomeduza.

## Kubomeduze u Jadranu
Početkom rujna 2023. u Jadranu, u luci Medulin prvi puta pojavila s jedina vrsta koja živi u Sredozemlju, to je morska osa Carybdea marsupialis

### Podjela reda Kubomeduza
- Porodica Alatinidae:
  - Rod Alatina: Alatina alata, Alatina grandis, Alatina madraspatana, Alatina mordens, Alatina moseri, Alatina obeliscus, Alatina philippina, Alatina pyramis, Alatina rainensis, Alatina tetraptera, Alatina turricola
  - Rod Manokia: Manokia stiasnyi
- Porodica Carybdeidae:
  - Rod Carybdea: Carybdea marsupialis, Carybdea rastoni, Carybdea sivickisi, Carybdea xaymacana
  - Rod Tripedalia: Tripedalia binata, Tripedalia cystophora
- Porodica Tamoyidae:
  - Rod Carukia: Carukia barnesi, Carukia shinju
  - Rod Gerongia: Gerongia rifkinae
  - Rod Malo: Malo maxima
  - Rod Tamoya: Tamoya gargantua, Tamoya haplonema